# Premio La Cèa d'Oro
Il premio La Cèa d'Oro è un riconoscimento letterario di poesia e prosa in vernacolo pisano fondato nel 1967.
Il premio è organizzato dal Gruppo Artistico Letterario La Soffitta di Pisa, in collaborazione con la Provincia di Pisa, il Comune di Pisa, il Rotary Club di Pisa e il Teatro di Pisa. È il più longevo tra i premi di vernacolo pisano, ed è intestato alla figura Archimede Bellatalla.
Il premio consiste in un'opera orafa artigianale, raffigurante la silhouette della "cèa" (l'avannotto dell'anguilla), offerta dal Rotary Club di Pisa, per ricordare il vernacolista rotariano Franco Bargagna, noto con lo pseudonimo di "Tonsille".
Il primo premio per la sezione Prosa fino al 2012 consisteva in una medaglia d'oro offerta dal Teatro Verdi di Pisa. Dal 2014 consiste in un'opera artistica artigianale dedicata alle bellezze di Pisa.
Nel 2015 è stata fondata la sezione Saggistica per volumi o tesi di laurea dedicate al vernacolo.
Dopo la cerimonia di premiazione, che avviene solitamente nei primi giorni del Giugno Pisano, a luogo tradizionalmente il Concerto lirico "Il salotto della Cèa", giunto nel 2015 alla XIII^ edizione.
Dopo alcuni anni di interruzione nel 2024 ha luogo la 48^ edizione e viene assegnato il premio "All'insegna della Cèa d'Oro" durante la cerimonia di premiazione del Premio Nazionale Letterario Pisa.  
Nato come un premio a rilevanza locale, si sta affermando come uno dei principali premi nazionali in lingua dialettale.

## Vincitori della Cèa d'Oro - sezione Poesia
| Anno | Vincitore                                            |
| ---- | ---------------------------------------------------- |
| 1967 | Giampaolo Testi                                      |
| 1969 | Renzo Ferrini                                        |
| 1970 | Ettore Tosi                                          |
| 1972 | Giuseppe Chiellini                                   |
| 1973 | Renzo Ferrini                                        |
| 1974 | Giampiero Catarsi                                    |
| 1975 | Elio Benvenuti                                       |
| 1976 | Elio Lazzeri                                         |
| 1978 | Giampiero Catarsi                                    |
| 1980 | Giorgio Casini                                       |
| 1981 | Giuliano Novi                                        |
| 1982 | non assegnato                                        |
| 1983 | Athos Banchini                                       |
| 1985 | Giuliano Novi                                        |
| 1987 | Athos Valori                                         |
| 1988 | Guido Guidi                                          |
| 1989 | non assegnato                                        |
| 1990 | Rimaco Poggianti                                     |
| 1991 | Pierluigi Pieruccetti                                |
| 1992 | Rimaco Poggianti                                     |
| 1993 | Pierluigi Pieruccetti                                |
| 1994 | Giuliano Boldrini                                    |
| 1995 | Ilaria Andreozzi                                     |
| 1996 | Ilaria Andreozzi                                     |
| 1997 | Aldo Tognetti                                        |
| 1998 | Aldo Tognetti                                        |
| 1999 | Aldo Tognetti                                        |
| 2000 | Aldo Tognetti                                        |
| 2001 | Luciano Pratali                                      |
| 2002 | Ilaria Andreozzi                                     |
| 2003 | Rimaco Poggianti                                     |
| 2004 | Maura Bertelli Matucci                               |
| 2005 | Giancarlo Peluso                                     |
| 2006 | non assegnato                                        |
| 2007 | Marisa Marchetti                                     |
| 2008 | Paolo Vestri                                         |
| 2009 | Rimaco Poggianti                                     |
| 2010 | Miriano Vannozzi                                     |
| 2011 | Paolo Vestri                                         |
| 2012 | Paolo Vestri                                         |
| 2013 | Miriano Vannozzi                                     |
| 2014 | assegnato al Gruppo Artistico La Soffitta per merito |
| 2015 | Rimaco Poggianti                                     |
| 2016 | Fulvio Sodi                                          |
| 2017 | Rimaco Poggianti                                     |
| 2018 | Miriano Vannozzi                                     |
| 2019 | Fabrizio Paolicchi                                   |

## Vincitori della Cèa d'Oro - sezione Prosa - Medaglia d'oro del Teatro Verdi di Pisa (fino al 2012) o Opera artistica su Pisa (dal 2014)
| Anno | Vincitore              |
| ---- | ---------------------- |
| 1988 | Giulio Allamandri      |
| 1989 | Giancarlo Peluso       |
| 1990 | Giancarlo Peluso       |
| 1991 | Giancarlo Peluso       |
| 1992 | Giancarlo Peluso       |
| 1993 | Athos Valori           |
| 1994 | Athos Valori           |
| 1995 | Giancarlo Peluso       |
| 1996 | Ilaria Andreozzi       |
| 1997 | Ilaria Andreozzi       |
| 1998 | Leopoldo Meucci        |
| 1999 | Giancarlo Peluso       |
| 2000 | Ettore Tosi            |
| 2001 | Maura Bertelli Matucci |
| 2002 | Ilaria Andreozzi       |
| 2003 | Ilaria Andreozzi       |
| 2004 | Giancarlo Peluso       |
| 2005 | Maura Bertelli Matucci |
| 2006 | Giancarlo Peluso       |
| 2007 | Giancarlo Peluso       |
| 2008 | Alessandro Ceccarini   |
| 2009 | Paolo Vestri           |
| 2010 | Giancarlo Peluso       |
| 2011 | Carlo Caterini         |
| 2012 | Giancarlo Peluso       |
| 2013 | non assegnata          |
| 2014 | Giancarlo Peluso       |
| 2015 | Carlo Caterini         |
| 2016 | Giancarlo Peluso       |
| 2017 | Alessandro Ceccarini   |
| 2018 | Giuseppe Mazzantini    |
| 2019 | Alessandro Ceccarini   |

## Vincitori del Premio speciale "All'insegna della Cèa d'Oro"
| Anno | Vincitore        |
| ---- | ---------------- |
| 2024 | Lorenzo Gremigni |

## La giuria
La giuria del premio La Cèa d'Oro è composta da esperti di vernacolo e professori di italianistica e glottologia dell'Università di Pisa. Compito della giuria è esaminare i componimenti in poesia e in prosa, assegnando primi premi e premi speciali alla carriera.